# Terry Reid
Terrance James "Terry" Reid, född 13 november 1949 i St. Neots, Cambridgeshire (men uppväxt i Bluntisham, Cambridgeshire), död 4 augusti 2025 i Rancho Mirage, Kalifornien, var en brittisk rocksångare, låtskrivare och gitarrist. 
Reid gick 15 år gammal med i bandet Jaywalkers. Bandet blev snart förband till The Rolling Stones. Redan efter sin första singel, "The Hand Don't Fit the Glove", splittrades dock bandet. Mickie Most, som producerade singeln, blev snart Reids manager. 1968 släppte Reid sitt första soloalbum Bang Bang, You're Terry Reid utan större framgång. Samma år turnerade Reid som förband till Cream i USA, där många uppskattade hans musik. Följande år spelade han även förband till Jethro Tull och Fleetwood Mac.
När The Yardbirds splittrades 1968 blev Reid av Jimmy Page tillfrågad att bli sångare i dennes nya grupp The New Yardbirds, senare omdöpt till Led Zeppelin. Reid, som var fullt upptagen med sin egen solokarriär, kunde dock inte tacka ja, utan rekommenderade en annan sångare från Birmingham - Robert Plant. Reid erbjöds även platsen som sångare i Deep Purple efter att Rod Evans sparkats. Han tackade dock nej även där och jobbet gick till Ian Gillan.
Reids andra skiva, Terry Reid (1969), anses av kritiker vara hans bästa. Reid turnerade återigen med The Rolling Stones, men spelade inte på deras ökända Altamont Free Concert. När managern Most ville att Reid skulle fokusera på ballader uppstod dock meningsskiljaktigheter och han flyttade till Kalifornien, där han sade upp sitt kontrakt med Most och endast uppträdde sporadiskt. Han återvände 1970 kortvarigt till England och spelade på Isle of Wight Festival. 
1973 gavs hans tredje album River ut på Atlantic Records. Det följdes av Seed of Memory på ABC Records 1976 och Rogue Waves på Capitol Records 1979. Därefter arbetade han en del som studiomusiker men gav inte ut något nytt eget material förrän The Driver 1991.

## Diskografi
Studioalbum
- 1968 – Bang, Bang You're Terry Reid
- 1969 – Terry Reid (utgiven som Move Over for Terry Reid i USA)
- 1973 – River
- 1973 – Seed of Memory
- 1979 – Rogue Waves
- 1991 – The Driver
- 2004 – Super Lungs The Complete Studio EMI Recordings 1966–1969

Livealbum
- 1985 – The Hand Don't Fit the Glove
- 2004 – Alive
- 2004 – Silver White Light – Live at the Isle of Wight 1970
- 2013 – Live in London
- 2016 – The Other Side of the River